# Unterkalibergranate

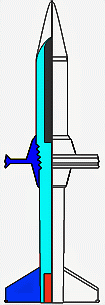
Flügelstabilisierte Unterkalibergranate (in der Mitte die Führungseinrichtung)

Unterkalibergranaten sind Granaten der Artillerie, bei denen der Durchmesser des Wirkteils kleiner als das Geschützkaliber ist. Die Abgrenzung zu unterkalibrigen Wuchtgeschossen ist umstritten.

## Vorteile
Die geringere Masse und der geringere Luftwiderstand führen zu höherer Mündungsgeschwindigkeit bzw. Fluggeschwindigkeit. Dies bewirkt eine höhere Schussweite, eine Erhöhung der Durchschlagsleistung sowie eine erheblich geringere Flugzeit, was die Bekämpfung beweglicher Ziele erleichtert.

## Typen
Man unterscheidet drall- und flügelstabilisierte Unterkalibergranaten. Die Anpassung an das Kaliber des Geschützes geschieht über Führungseinrichtungen aus Leichtmetall oder plastikartigen Stoffen. Diese werden unterschieden nach unabtrennbaren, abtrennbaren und bei der Bewegung im Rohr angepressten Führungen.
Die Wirkkörper von Unterkalibergranaten können alle Munitionstypen wie z. B. panzerbrechende Granaten oder Splittergranaten umfassen.
Im Zweiten Weltkrieg wurden große Mengen von panzerbrechenden Unterkalibergranaten verschossen, die aber nicht abtrennbare Führungseinrichtungen hatten, was ihren Luftwiderstand erhöhte.
Eine Form ist das Treibspiegelgeschoss.

## Beispiele

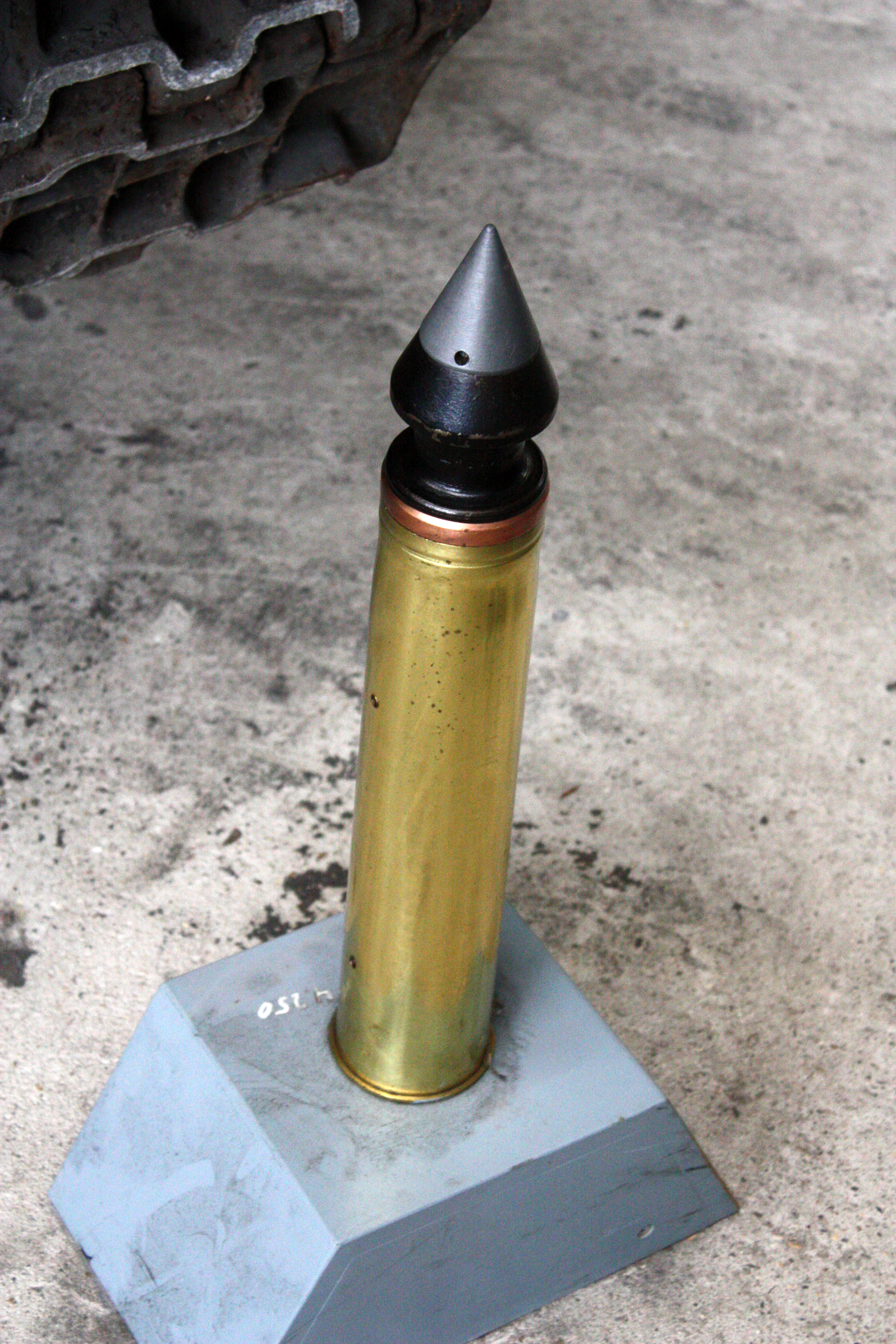
Sowjetische 7,62-cm-Unterkalibergranatpatrone UBR-354P aus der Zeit des Zweiten Weltkriegs
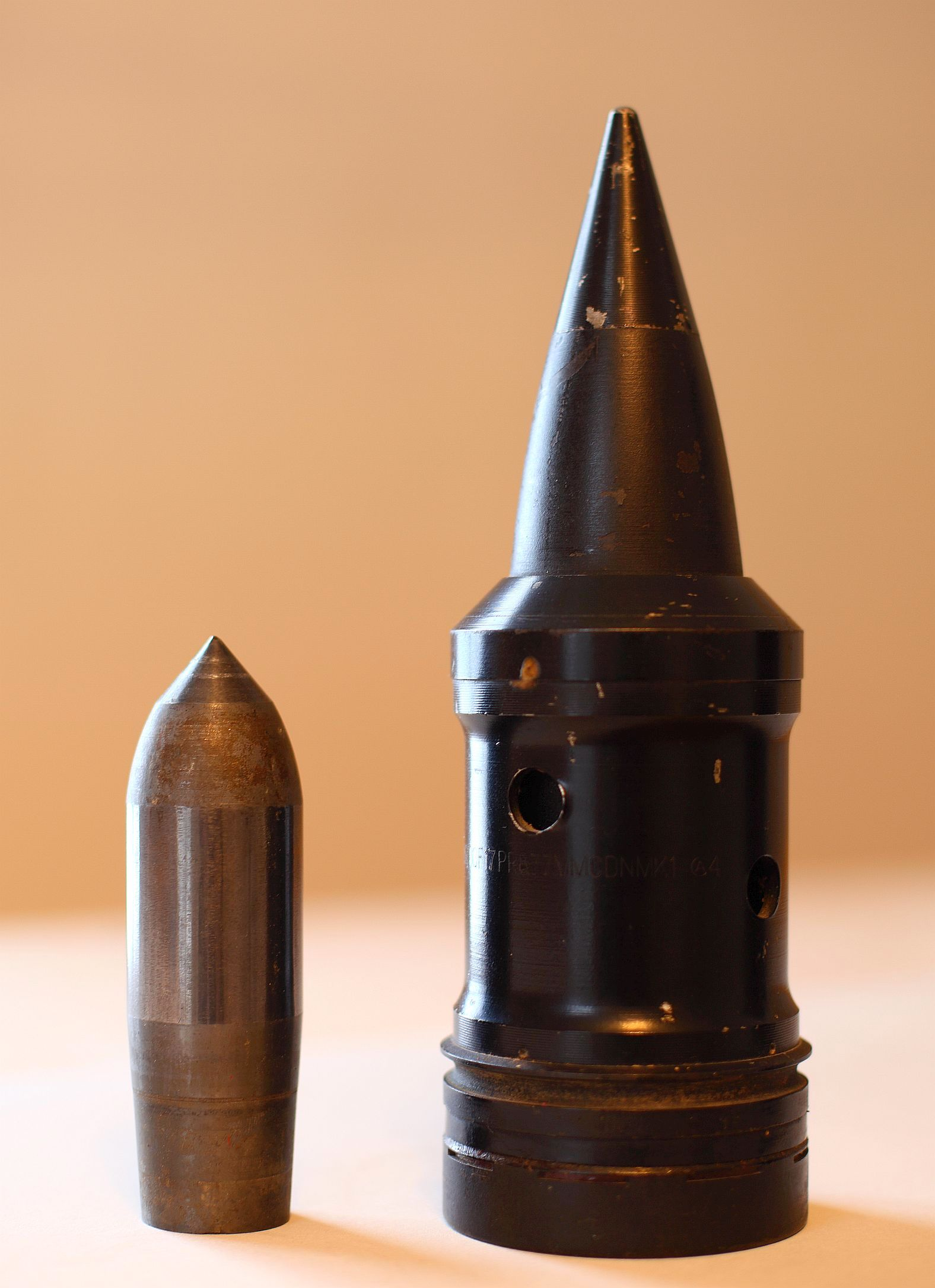
APDS-Geschoss (Armour-Piercing Discarding-Sabot) für das britische Geschütz Ordnance QF 17-pounder
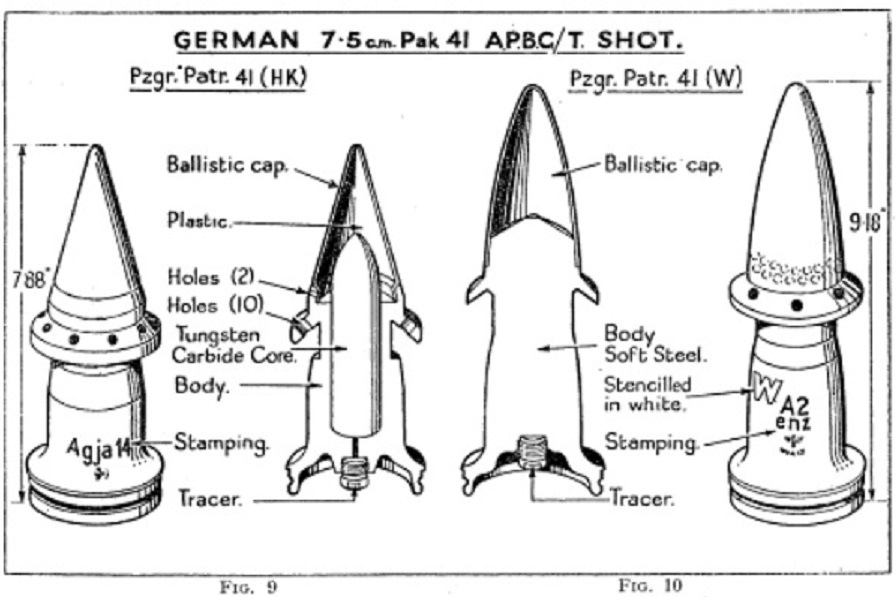
Granate 7,5-cm-PaK 41 A.P.B.C./T. (1940er-Jahre)
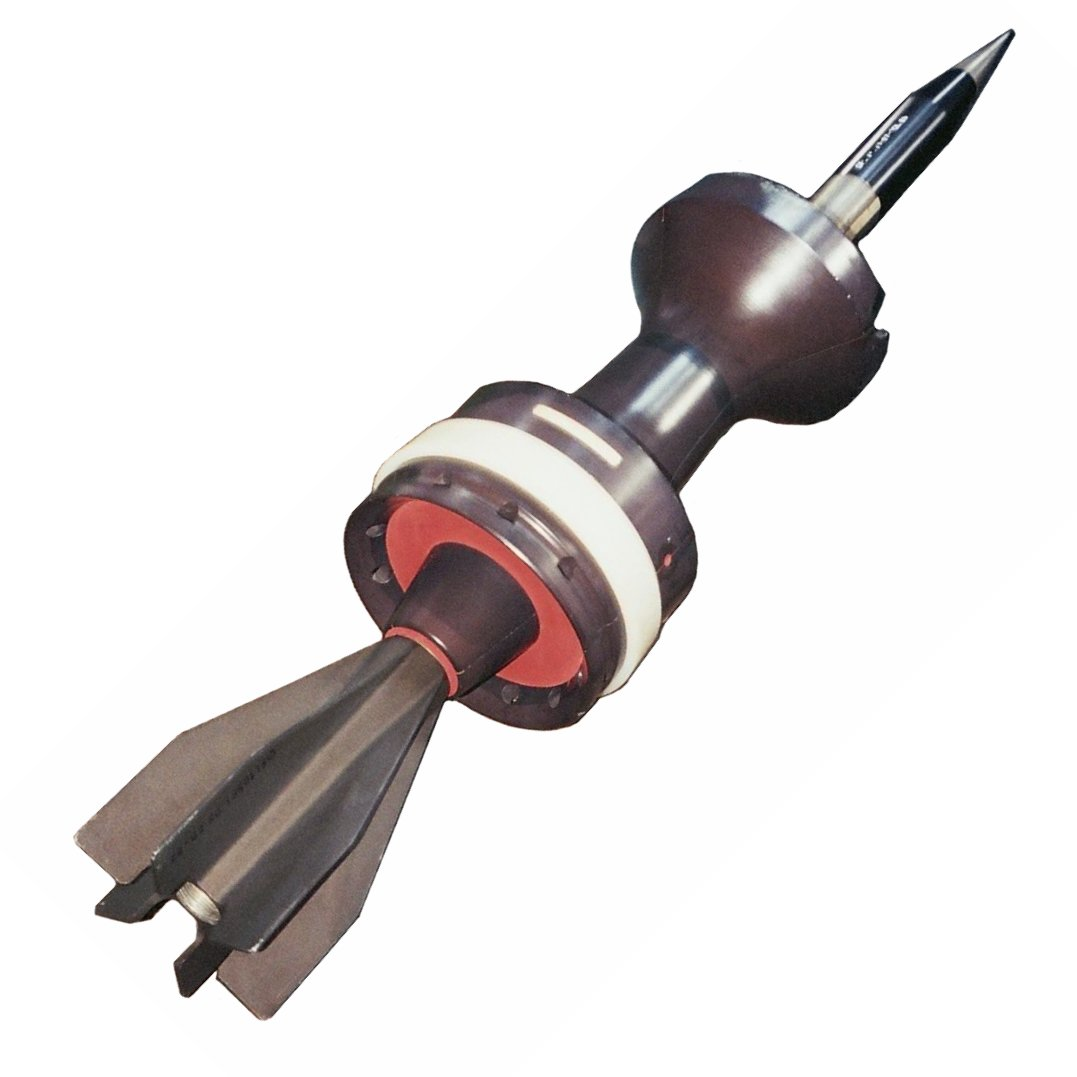
Unterkalibrige Kombination von Granate und Wuchtgeschoss